# Auchonvillers
Auchonvillers település Franciaországban, Somme megyében. Lakosainak száma 124 fő (2022. január 1.). Auchonvillers Hébuterne, Beaumont-Hamel, Englebelmer, Mailly-Maillet és Mesnil-Martinsart községekkel határos.

## Népesség
A település népességének változása:
| Lakosok száma | 125  | 138  | 146  | 143  | 144  | 144  | 136  | 130  | 124  |
|               | 2013 | 2015 | 2016 | 2017 | 2018 | 2019 | 2020 | 2021 | 2022 |